# Météorite de Carancas
La  météorite de Carancas est une météorite chondritique tombée le 15 septembre 2007 près du village de Carancas au Pérou, à proximité de la frontière de la Bolivie et du lac Titicaca,,,. L'impact forma un cratère et brûla le sol aux environs.
Après l'impact, les villageois s'étant approchés du cratère tombèrent malades, présentant une grande variété de symptômes inexpliqués dans un premier temps,,. On estime à présent que cette « maladie » est en fait une intoxication à l’arsenic, due au dégagement de vapeurs d'arsenic produites lors de l'impact, ou une intoxication au soufre contenu dans la météorite sous forme de troïlite.

## L'impact
Le 15 septembre 2007 à 16:40:14 GMT (heure locale 11 heures 40), une météorite chondritique s'écrasa près du village de Carancas, dans la région de Puno au Pérou, à proximité de la frontière bolivienne et du lac Titicaca,,,. L'impact créa un cratère de plus de 13 mètres de diamètre et de 4,5 mètres de profondeur. Un fonctionnaire local, Marco Limache, déclara que « de l'eau bouillante sortit du cratère et on retrouva des cendres tout autour », tandis que des gaz « fétides et toxiques » s'en échappaient,.
La météorite avait été observée comme une boule de feu très lumineuse, suivie d'une trainée de fumée, se déplaçant à 1 000 mètres au-dessus du sol. Le choc de l'impact brisa les fenêtres du dispensaire local à 1 km de là. Le bruit et l'explosion amenèrent d'abord les Péruviens à penser à une attaque de leur voisin chilien, mais, le 20 septembre, des scientifiques péruviens confirmèrent qu'il y avait eu un impact météoritique, que des spécialistes des cratères d'impact estimèrent inhabituel, affirmant que la météorite devait avoir au moins 3 mètres de diamètre avant d'éclater.
Peu de temps après l'impact, plus de 600 villageois ayant visité le site tombèrent malades de façon inexpliquée, souffrant en particulier de nausées, de maux de tête, de diarrhées et de vomissements,,. Les eaux souterraines de la région étant riches en arsenic, ces symptômes furent d'abord attribués à une intoxication due à l'inhalation des vapeurs produites. Cependant, des analyses ultérieures amènent à penser qu'ils sont plutôt dus à la vaporisation de la troïlite[réf. nécessaire], un composé sulfuré présent en grande quantité dans la météorite et qui fond aisément aux hautes températures engendrées par l'impact.

## La météorite
Le 20 septembre, le laboratoire de spectroscopie X du département de géologie de la Universidad Mayor de San Andres, à La Paz, publia un rapport d'analyse d'un échantillon du matériau d'impact, dans lequel ils avaient détecté du fer, du nickel, du cobalt et des traces d'iridium — éléments caractéristiques des météorites.
L'institut péruvien INGEMMET (Instituto Geológico Minero y Metalúrgico) publia la semaine suivante un rapport plus détaillé, montrant que les fragments analysés étaient de texture chondritique et présentaient la composition suivante : pyroxène 50 %, olivine 20 %, kamacite 15 %, feldspath 10 %, troïlite 5 % et des traces de chromite et de cuivre natif.
La classification officielle de la météorite de Carancas, acceptée par la Meteoritical Society, fut effectuée par un groupe de travail de l'Université d'Arizona. Elle est décrite comme une chondrite ordinaire de type H et plus précisément comme une brèche chondritique ; son code de classification est H4-5.